# Fabricia bansei
Fabricia bansei är en ringmaskart som beskrevs av Francis Day 1961. Fabricia bansei ingår i släktet Fabricia och familjen Sabellidae. Inga underarter finns listade i Catalogue of Life.